# George Edward Pickett

George Edward Pickett

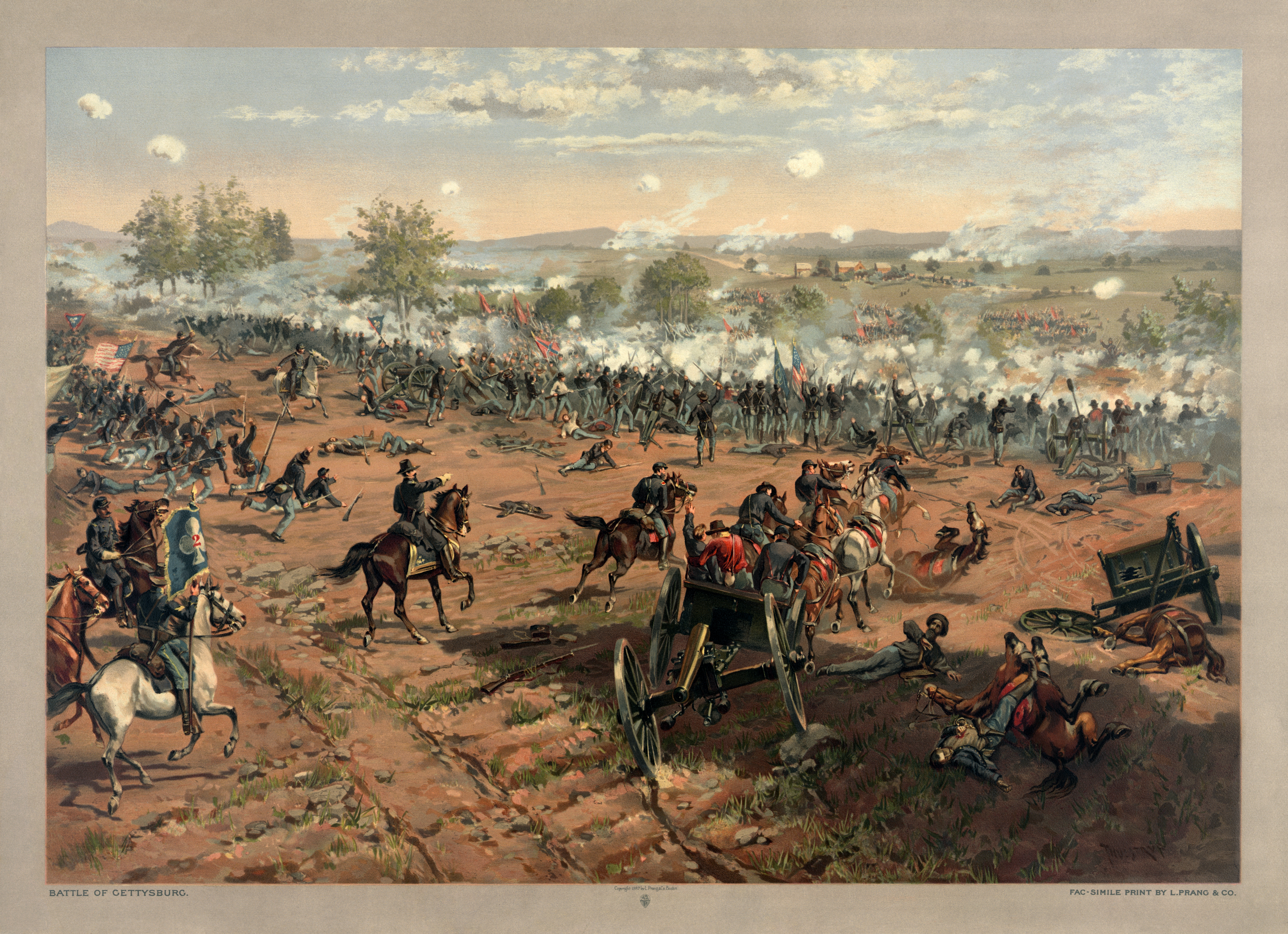
Schlacht von Gettysburg, Pickett’s Charge

George Edward Pickett (* 25. Januar 1825 in Richmond, Virginia; † 30. Juli 1875 in Norfolk, Virginia) war während des Sezessionskriegs Generalmajor der Konföderierten.

## Militärlaufbahn
Pickett beendete die Militärakademie in West Point, New York als Klassenletzter (59. von 59).
Er erstürmte während des Mexikokrieges in der Schlacht von Chapultepec (1847) als Erster die Anhöhe und wurde dafür ausgezeichnet.
Er kommandierte die ersten US-Soldaten, die am 15. Juni 1859 auf den San Juan-Inseln eintrafen, weil dort der Schweinekonflikt begonnen hatte.
Picket stieg im Amerikanischen Bürgerkrieg rasch zum Brigadekommandeur im konföderierten Heer auf, wurde in der Schlacht bei Gaines Mill (siehe Sieben-Tage-Schlacht) schwer verwundet und erhielt nach seiner Genesung das Kommando über eine rein virginische Division im Korps von James Longstreet. Picketts führte seine Division im Schwerpunkt des Angriffs am 3. Tag der Schlacht von Gettysburg. Dieser Angriff ging als Pickett’s Charge in die Geschichte ein.
Nach einigen kleineren Feldzügen in North Carolina und dem Süden Virginias kehrten Pickett und seine Division 1864 vor der Schlacht von Cold Harbor wieder zur Nord-Virginia-Armee zurück und kämpften mit ihr vom 9. Juni 1864 bis 25. März 1865 bei der Belagerung von Petersburg.
Pickett war Befehlshaber der konföderierten Streitkräfte am 1. April 1865 während der Schlacht am Five Forks. Er und andere führende Offiziere nahmen während der Schlacht an einem gemeinsamen Essen teil und waren für ihre Untergebenen nur schwer auffindbar, was ihm den Zorn des Oberbefehlshabers Robert E. Lee einbrachte.
Nach dem Krieg wurden Pickett Kriegsverbrechen vorgeworfen; 1864 soll er 22 gefangengenommene Soldaten der Union exekutiert haben lassen. Er flüchtete aus Furcht vor einer Verurteilung mit seiner Familie nach Kanada und kehrte erst nach der Einstellung der Untersuchungen zurück.
Pickett lehnte nach dem Sezessionskrieg einen Generalsposten in der ägyptischen Armee ab.
Das Ansehen des oft inkompetenten Generals wurde nach seinem Tod von seiner dritten Frau LaSalle Corbell Pickett gepflegt, die ihn in ihren Schriften als Helden darstellte.
Pickett starb in Norfolk und wurde auf dem Hollywood Cemetery in Richmond beerdigt.
Das nach ihm benannte Fort in Blackstone (Nottoway County), Virginia wurde am 24. März 2023 umbenannt in Fort Barfoot.

## In Filmen
- Der Schauspieler Stephen Lang spielt George Pickett im Spielfilm Gettysburg.
- Im Vorgänger-Film, Gods and Generals, spielt ihn Billy Campbell.
- George Pickett taucht im Fernsehepos Fackeln im Sturm auf. Er ist dort ein Kadett der Militärakademie in West Point und Freund der Hauptfiguren George Hazard und Orry Main.
- In Ken Burns Dokumentation Der Amerikanische Bürgerkrieg (1990) wird aus Briefen Picketts zitiert[1]